# Bill France Jr.
Bill France Jr., all'anagrafe William Clifton France (Washington, 4 aprile 1933 – Daytona Beach, 4 giugno 2007), è stato un dirigente sportivo statunitense, presidente della NASCAR dal 1972 al 2000.

## Biografia
Figlio di Bill France Sr., fondatore della NASCAR, inizia la propria carriera come vice presidente. Nel 1972, dopo il ritiro di suo padre, viene nominato presidente. A lui, viene riconosciuto il fatto di aver trasformato la NASCAR da competizione regionale a competizione nazionale e internazionale. Nel 1981 ha esportato la NASCAR in Australia grazie alla collaborazione con Bob Jane. Nel 1979, firma un accordo con la CBS Sports per trasmettere la Daytona 500 per la prima volta in diretta nazionale. Dopo aver firmato contratti con ESPN nel 1980, TNN nel 1990 e TBS, al termine della sua carriera firma un accordo per 2,4 miliardi di dollari per i diritti televisivi dal 1999 al 2001.
Malato di cancro, lascia la guida della NASCAR al figlio Brian France e alla figlia Lesa Kennedy (nata Lesa France). Muore a Daytona Beach nel 2007 per un carcinoma del polmone.

## Riconoscimenti
È stato introdotto nelle seguenti Hall of Fame:
- International Motorsports Hall of Fame nel 2004.
- Motorcycle Hall of Fame nel 2004.
- Motorsports Hall of Fame of America nel 2004.
- Automotive Hall of Fame nel 2006.
- NASCAR Hall of Fame neln 2010.